# Južni carrier (jezik)
Južni carrier jezik (ISO 639-3: caf), jedan od tri atapaskanska jezika iz podskupine babine-carrier, kojim govori oko 500 Indijanaca (1987 SIL) iz plemena Carrier (Nosač) u središnjoj Britanskoj Kolumbiji, Kanada. 
Ima više dijalekata kojima se služe lokalne bande, to su: cheslatta, prince george, stoney creek, nautley, stellaquo. Leksički mu je najbliži centralni carrier [crx], 90%.

## Vanjske poveznice
- Ethnologue (14th)
- Ethnologue (15th)